# Накрошаев, Андрей Николаевич
Андрей Николаевич Накрошаев (род. 7 октября 1984, Вологда, Вологодская область, Российская Федерация) — российский государственный деятель, Мэр Вологды с 31 октября 2024 года.

## Биография
Окончил юридический факультет Вологодского государственного педагогического университета.
До 2017 года работал в Департаменте здравоохранения Вологодской области, консультантом отдела правовой работы и государственной гражданской службы Управления кадровой политики. Далее перешел на службу в Департамент дорожного хозяйства и транспорта главным советником. Был включен в число совета директоров АО «Дирекция по строительству и содержанию автомобильных дорог» и в кадровый резерв на замещение должностей высшего уровня. 21 мая 2018 был назначен на должность Начальника Департамента дорожного хозяйства и транспорта.
25 марта 2024 года на сессии Вологодской городской Думы назначен исполняющим обязанности Мэра города Вологды.
31 октября 2024 года на сессии Вологодской городской Думы назначен Мэром Вологды . 
Представляет Вологодскую область на Всероссийских соревнованиях по Кудо, имеет черный пояс и звание Мастер спорта.